# 정보라 (소설가)
정보라(1976년~)는 대한민국의 작가이자 번역가이다. 단편 소설집 《저주토끼》(Cursed Bunny)가 2022년 국제 부커상 최종 후보에 올랐다.

## 생애
정보라는 1976년 서울에서 태어났다. 부모는 치과 의사였다. 예일 대학교에서 러시아 및 동유럽 지역 연구로 대학원 과정을 마친 후 인디애나 대학교에서 슬라브 문학 박사 학위를 받았다. 연세대학교에서 러시아어, 문학, SF학을 가르쳤다. 사회 운동가이기도 하다.
정보라는 자신의 문학이 박완서, 브루노 슐츠, 브루노 야신스키, 안드레이 플라토노프, 류드밀라 페트루솁스카야의 작품과 《삼국유사》의 설화 등에서 영향을 받았다고 밝혔다. 1998년 단편 《머리》(The Head)로 연세문학상을 수상했다. 디지털문학상(2008), 과천과학관 SF대상(2014)에서 2등상을 수상하기도 했다.
2022년에는 허정범이 번역한 단편 소설 《저주토끼》(Cursed Bunny) 영문판이 국제 부커상 최종 후보에 올랐다. 10개의 이야기는 마술적 사실주의, 공포, SF 등 다양한 장르에서 차용되었다. 2023년 9월 저주토끼는 전국도서상 번역문학 부문 최종 후보에 올랐다.
정보라는 러시아어와 폴란드어의 현대 산문을 한국어로 번역한다.

## 저서

### 단편
- 《씨앗》 (2013년, 온우주)
- 《왕의 창녀》 (2013년, 온우주)
- 《저주 토끼》 (2019년, 2022년, 아작, 2023년, 2025년 래빗홀)
- 《그녀를 만나다》 (2021년, 아작)
- 《여자들의 왕》 (2022년, 아작)
- 《아무도 모를 것이다》 (2023년, 퍼플레인<갈매나무>)
- 《한밤의 시간표》 (2023년, 퍼플레인<갈매나무>)
- 《죽음은 언제나 당신과 함께》 (2023년, 퍼플레인<갈매나무>)
- 《지구 생물체는 항복하라》 (2024년, 래빗홀)
- 《작은 종말》 (2024년, 퍼플레인<갈매나무>)
- 《창문》 (2024년, 위즈덤하우스)
- 《너의 유토피아 (그녀를 만나다 개정판)》 (2025년, 래빗홀)

### 중편
- 《밤이 오면 우리는》 (2023년, 현대문학)

### 장편
- 《문이 열렸다》 (2010년, 새파란 상상)
- 《죽은 자의 꿈》 (2012년, 2022년, 새파란 상상)
- 《붉은 칼》 (2019년, 아작)
- 《호》 (2023년, 읻다<ITTA>)
- 《고통에 관하여》 (2023년, 다산책방)
- 《아이들의 집》 (2025년, 열림원)

### 에세이
- 《아무튼, 데모》 (2024년, 위고)

### 공동저서
- 《인공지능 크릭스 66 - 크로스로드 SF 앤솔로지》 (2016년, 케포이북스)
- 《감겨진 눈 아래에 - 브릿G 단편 프로젝트》 (2019년, 황금가지)
- 《책에서 나오다》 (2022년, 구픽)
- 《우리의 21세기》 (2022년, 꿈꾸는 섬)
- 《그리고 문어가 나타났다 - 환상문학웹진거울 대표 중단편선 Vol.17》 (2022년, 아작)
- 《이토록 아름다운 세상에서》 (2022년, 현대문학)
- 《먹고 살고 글쓰고 - 일하며 글쓰는 작가들이 일하며 글쓰는 이들에게》 (2023년, 빛소굴)
- 《당신이 가장 위험한 곳, 집》 (2023년, &<앤드>)
- 《태초에 외계인이 지구를 평평하게 창조하였으니》 (2023년, 안온북스)
- 《서로의 계절에 잠시》 (2023년, 큐큐<QQ>)
- 《SF 보다 Vol.2 벽》 (2023년, 문학과지성사)
- 《소설, 한국을 말하다》 (2024년, 은행나무)
- 《아직 오지 않은 미래를 기억해》 (2024년, 민음사)
- 《다시 만날 세계에서 - 내란 사태에 맞서고 사유하는 여성들》 (2025년, 안온북스)

## 번역
- 《똘레랑스》 (2000년, 길, 공동번역)
- 《계피색 가게들》 (2003년, 길)
- 《모래시계 요양원》 (2003년, 길)
- 《구덩이》 (2007년, 민음사)
- 《거장과 마르가리타》 (2010년, 민음사)
- 《우리는 아우슈비츠에 있었다》 (2011년, 파란미디어)
- 《얀 강가의 한가한 나날》 (2011년, 바다출판사, 공동번역)
- 《고기 - 어느 도살자의 이야기》 (2012년, 행복한 책읽기)
- 《브루노 슐츠 작품집》 (2013년, 을유문화사)
- 《일곱 성당 이야기》 (2014년, 열린책들)
- 《이보나, 부르군드의 공주 / 결혼식 / 오페레타》 (2015년, 워크룸프레스)
- 《유로피아나 - 짧게 쓴 20세기 이야기》 (2015년, 열린책들)
- 《안드로메다 성운》 (2017년, 아작)
- 《그림자로부터의 탈출》 (2019년, 아작)
- 《스타니스와프 렘 - 미래학 학회 외 14편》 (2021년, 현대문학, 공동번역)
- 《광인과 수녀 / 쇠물닭 / 폭주 기관차》 (2022년, 워크룸프레스)
- 《탐욕》 (2022년, 워크룸프레스)
- 《창백한 말》 (2022년, 빛소굴)
- 《어머니》 (2022년, 을유문화사)
- 《로봇 동화》 (2023년, 알마)
- 《미스트 바운드 1 : 안개에 갇힌 기억》 (2025년, 올리)
- 《미스트 바운드 2 : 다섯 가지 불의 시험》 (2025년, 올리)
- 《브로츠와프의 쥐들 : 카오스》 (2025년, 다산책방)
- 《절대 진공 & 상상된 위대함》 (2025년, 현대문학)
- 《나는 파리를 불태운다》 (2025년, 김영사)
- 《영원을 향하여》 (2025년, 반타)